# Merkén

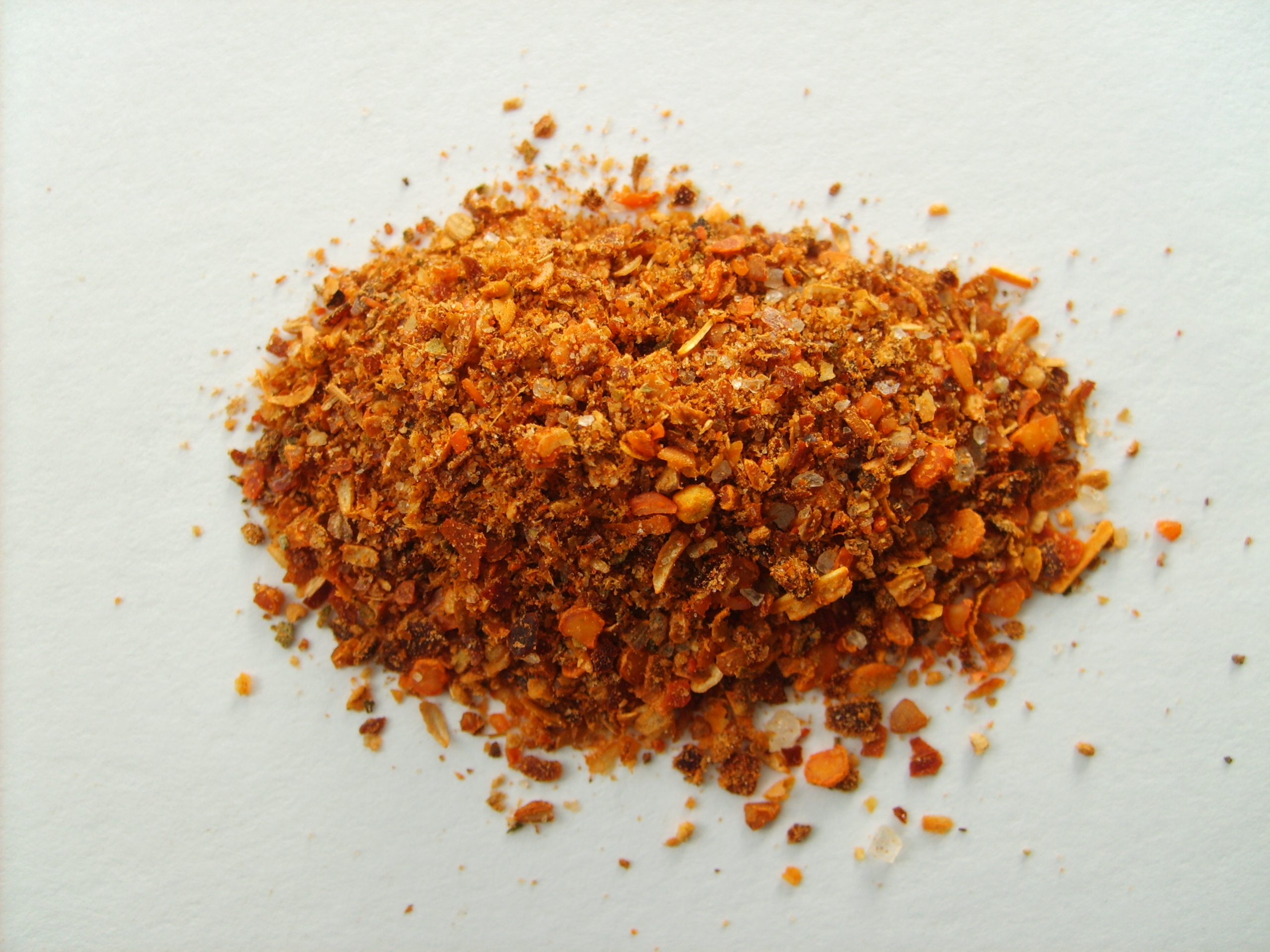
Merkén.

Merkén oder Merquén (von mapudungun merkeñ) ist ein traditionelles Gewürzsalz der chilenischen Ureinwohner Mapuche, das bis heute in der chilenischen Küche verwendet wird. Es ist ein scharfes, rötliches Pulver und besteht aus geräuchertem rotem Chili, Koriander und Salz.

## Zubereitung
Der traditionelle Herstellungsprozess ist sehr zeitintensiv. Die grün geernteten Chili lässt man nachreifen, bis sie eine tiefrote Farbe erhalten. Dann werden sie in der Sonne getrocknet und über einem Holzfeuer geröstet. Diese Cacho de Cabra werden mit einem Steinmörser zerstoßen und das pulverisierte Chili mit den Koriandersamen und Salz verrieben. Die ungefähre Zusammensetzung sind 70 % Chili, 20 % Salz und 10 % Koriander.
Neben dem üblichen Merkén especial gibt es noch das Merken natural, das ohne Koriander hergestellt wird.

## Verwendung
Ursprünglich ein Gewürz der Mapuche aus Chiles Región de Aysén, ist die Nutzung von Merkén statt Pfeffer mittlerweile in Chile für die unterschiedlichsten exotischen und traditionellen Gerichte weit verbreitet.